# Amanda Kurtović
Amanda Maria Kurtovic (Karlskrona, 25 juli 1991) is een Noorse handbalspeler.

## Carrière

### Club
Kurtović begon met handbal in de jeugd van Sandefjord TIF en speelde daar tot 2007. In dat jaar maakte de linkshandige speelster de overstap naar de Noorse eersteklasser Nordstrand, die werd gecoacht door haar vader Marinko. In 2010 tekende de rechteropbouwster een contract bij Larvik HK, maar stapte nog voor de start van het seizoen over naar competitierivaal Byåsen IL. Na een half seizoen keerde ze op 27 januari 2011 terug naar Larvik HK. Met Larvik werd ze het landskampioen in 2011 en 2012 en won ze de EHF Champions League van 2011. In de zomer van 2012 verhuisde ze naar het Deense Viborg HK, waar ze in augustus 2012 een schouderblessure opliep en pas in januari 2013 terugkeerde in de ploeg van Viborg HK. Toen Kurtović in april 2013 opnieuw geblesseerd raakte aan haar schouder, stond ze de rest van het seizoen 2012-13 aan de kant. Met Viborg won ze in 2014 de European Cup Winners' Cup en het Deense kampioenschap. In het seizoen 2014/15 speelde ze voor de Noorse eersteklasser Oppsal IF, waarna ze terugkeerde naar Larvik HK. Met Larvik won ze het kampioenschap in 2016 en 2017.
Vanaf juli 2017 stond Kurtović onder contract bij de Roemeense eersteklasser CSM Bucuresti. Met die club won ze het Roemeens kampioenschap in 2018 en de Roemeense beker in 2018 en 2019. In de zomer van 2019 stapte ze over naar het Hongaarse Győri ETO KC, waar ze vanaf januari 2021 werd ze uitgeleend aan de Turkse club Kastamonu Belediyesi GSK. Ze won in 2021 het Turks kampioenschap met Kastamonu Belediyesi. In het seizoen 2021/22 stond ze onder contract bij de Roemeense eersteklasser HC Dunărea Brăila. Vervolgens keerde Kurtović terug naar Larvik.

### Nationaal team
Kurtović debuteerde op 26 maart 2011 in het Noorse nationale team in een wedstrijd tegen Rusland. Ze boekte divers successen met de nationale ploeg. Zo behaalde ze 2 keer goud een wereldkampioenschap, in 2011 en 2015, en één keer zilver, in 2017. Ze behoorde ook tot de Noorse selectie die in 2016 Europees kampioen werd.
Ook op Olympisch niveau was ze succesvol. In 2012 werd ze geselecteerd voor de Olympische Spelen van Londen en won daar goud. Vier jaar later, in 2016, behoorde ze opnieuw tot de olympische selectie. In Rio de Janeiro werd een bronzen medaille behaald.
Ook met het Noorse juniorenteam was Kurtović succesvol. In won ze daarmee 2009 het Europees Kampioenschap Onder-19 en was ze in de finale de meest productieve speelster met tien doelpunten.

## Privé
Kurtović is geboren in Zweden uit een Zweedse moeder en een Kroatische vader, handbalcoach en voormalig handballer Marinko Kurtović. Broer William is profvoetballer en was nog jeugdinternational voor Zweden. De familie Kurtović verhuisde naar het Noorse Sandefjord, toen Amanda Kurtović zes jaar oud was, omdat vader Marinko een contract tekende bij de plaatselijke handbalclub.